# Tokmok
Tokmok (in kirghiso Токмок?; in russo Токмак?, Tokmak) è una città del Kirghizistan settentrionale, sita a est della capitale Biškek, nella regione di Čuj.
Tokmok venne stabilita come avamposto militare settentrionale del Khanato di Kokand nel 1830 circa; trent'anni dopo cadde in mano ai russi che demolirono il forte. La città moderna venne fondata il 13 maggio 1864 dal colonnello Mikhail Chernyayev.
Attualmente, la città, dopo essere stata capoluogo di provincia, forma un distretto a sé stante.

## Storia
Malgrado la sua origine relativamente moderna, Tokmok si trova al centro della valle di Čuj, la quale era una preda ambita da molti conquistatori medievali: le rovine di Ak-Beshim, capitale del Khaganato turco occidentale, sono ad appena 8 km a sud ovest di Tokmok; si pensa che il poeta Li Bai della dinastia Tang sia nato in questa zona, come Yusuf Has Hajib, autore del Kutadgu Bilig.

## Monumenti e luoghi d'interesse
Circa 15 km a sud di Tokmok si trova la torre di Burana, risalente all'XI secolo, sopra quello che si crede sia l'originario sito dell'antica cittadella di Balasagun, fondata dai sogdiani e successivamente per qualche tempo capitale del khanato karakhanide della quale oggi resta solo una collinetta di terra. Nei suoi pressi infatti sono state portate alla luce antiche pietre tombali e artefatti sciti, questi ultimi sono stati trasferiti nei musei di San Pietroburgo e Biškek.